# La bottega del caffè (Fassbinder)
La bottega del caffè (Das Kaffehaus) è un'opera teatrale scritta da Rainer Werner Fassbinder nel 1969 ed è un adattamento dell'omonima commedia di Carlo Goldoni.
Fassbinder riscrive un capolavoro del teatro italiano immettendo tinte fosche e atmosfere lugubri senza però tradire i “sottotesti” goldoniani (che alludono a quelle situazioni sinistre elaborate dallo scrittore tedesco).
La prima volta il testo è stato messo in scena il 10 settembre 1969 nel Theater der Freien Hansestadt di Brema. La regia era curata dallo stesso Fassbinder e da Peer Raben. Tra gli interpreti, Brigitte Janner, Margit Carstensen, Ute Ullner.